# South Pasadena
South Pasadena är en stad i Los Angeles-området i Los Angeles County, Kalifornien, USA. Vid folkräkningen år 2000 hade staden en befolkning på 24 292 personer.
Staden South Pasadena ligger knappt 15 km norr om det centrala "downtown" Los Angeles och gränsar i norr mot staden Pasadena och i öster mot San Marino.

## Befolkning
Befolkningen bestod, enligt folkräkningen år 2000, till 60,32% av vita/"whites", 3,04% afroamerikaner, 0,34% "indianer"/infödda amerikaner, 26,58% asiater, 5,17% av "annan ras" och 4,47% av "två eller fler raser". Latinamerikaner (oavsett "ras") utgjorde 16,07% av befolkningen.